# 抓狂歌
《抓狂歌》是台灣「黑名單工作室」於1989年所推出的第一張音樂專輯。由於這張專輯挑戰傳統的強烈企圖心，一方面幾乎完全以台語發聲，另一方面卻又完全不同於之前市場上流行的台語歌，而是以搖滾、饒舌的音樂方式來呈現，使得這張專輯在台灣流行音樂史上的地位獨樹一幟，被多數評論家視為是1990年代後發軔之「新台語歌運動」的第一聲春雷。

## 簡介
在「後解嚴社會」的台灣，1989年11月，由「黑名單工作室」製作、滾石有聲出版社有限公司發行的《抓狂歌》正式問世。誠如某位評論人所指出的，這是一張在當時兀自從廢墟中破芽出土一絲生意的專輯，簡介開宗明義定位「台語文化自覺意識甦醒、台語文化再造」，企圖請君入甕，引發觀眾思考（南瓜妹 nd）。這張音樂專輯在封面即清楚地標舉：「這不是黑白唱，這是咱的番薯仔歌。」在其內頁文案中，林秀麗則在一開始就丟出了以下這些問題：
你問過自己嗎？
當你熟背中外史地，你對台灣的歷史了解多少？
當你對國語、西洋歌曲如數家珍時，可曾對母語歌謠多一些關注？
當台灣現階段處於極度動盪中，你想過自己在這個時代所扮演的角色嗎？
這些問題，你問過自己嗎？
接下來，在林秀麗將標題列為〈阮聽見台灣的心卜卜跳〉的文案中，她也這樣指出：
台語歌謠何去何從？
如何創造與時俱進的台灣歌謠？
讓台灣的新生代正確的對待母語與自身情感的關係？
以上這些問號，也許都和你毫無干係，也許和你生生相息；但是有一群人，他們卻將它視為生命最重要的一件事，開始了長達五年的思索、創作和找尋。
對於「黑名單工作室」的創作理念，林秀麗則在《抓狂歌》音樂專輯的文案作出如下的說明：
他們是一群流行音樂的異議份子，不喜受形式拘束，大膽運用音樂說出真心話，宏願用熟悉的母語，以音符勾勒出台灣四十年來的變遷風貌，誠懇地對台灣現實社會提出一種看法，賦予台灣歌的新時代精神，和更多生於斯、長於斯的人分享。
這張專輯的每一首歌都反應了當時台灣的政治、經濟、社會等現象。一方面，歌曲〈計程車〉、〈新莊街〉、〈阿爸的話〉將重點擺在刻劃市井小民的生活景況。另一方面，也有一些歌曲如〈民主阿草〉，卻以批判政府的犀利詞句，大膽地諷刺台灣政治問題。有評論者在總結這張專輯時指出：
反應紛呈的先行者《捉狂歌》，劃時代地突破當時台語歌曲意義、語言符號、純粹結構的專斷性，更開闊指涉未來，或許不克盡全功（還是有它的缺矢，意識型態的定位問題），但也為後來的台語音樂工作者開創新穎的方向。（南瓜妹 nd）

## 相關評論
- 現代新潮的曲風卻前所未有的全以台語演唱，結合饒舌、雷鬼及台灣「雜唸仔」風格的前衛創作，直接以美學形式批判威權政治對台灣在地語言及歷史的壓抑（簡妙如 2005）。

- 說這張是無極元始台語唸歌（RAP）經典至尊，應是一點也不為過（dary 2005）。

- 挑戰長久以來受商業體系宰制的台語歌曲格局，專輯《抓狂歌》，一首首諷喻時事、批判現況的犀利歌曲，像一顆炸彈投向歌壇（劉力君 1999）。

- 「台灣新音樂」對主流「政治」進行嘲諷的歌曲，以「黑名單工作室」在1989年底發行的《抓狂歌》最早（楊克隆 nd）。

- 《抓狂歌》一出版時，正象徵著台語流行新時代的開始。……《抓狂歌》無遺地在當時對青年學子造成深遠的影響，其中的〈民主阿草〉還成為台灣最後一首禁歌（林良哲，轉引自南瓜妹 nd）。

## 曲目
- 01. 台北帝國	 詞‧曲/王明輝 演唱者/林暐哲
- 02. 抓狂歌            詞/王明輝‧陳主惠 曲/阿薩尼·喬蒂庫爾（泰國） 演唱者/陳明章‧王明輝

同曲版本：寶貝對不起(國)草蜢 收錄1993年草蜢(寶貝對不起)專輯
- 03. 傷心無話	 詞/陳明瑜 曲/王明輝 演唱者/葉樹茵
- 04. 阿爸的話	 詞/王華 曲/王明輝 演唱者/王明輝
- 05. 慶端陽          詞‧曲/陳明章 演唱者/陳明章
- 06. 計程車	  詞/王華 曲/王明輝 演唱者/林暐哲 配音/文英/張柏舟[1]
- 07. 民主阿草	 詞/王華 曲/王明輝 演唱者/林暐哲‧陳明章
- 08. 新莊街	  詞/陳明瑜 曲/陳明章 演唱者/陳明章
- 09. 播種            詞/陳明瑜 曲/陳明章 演唱者/陳明章